# 薄暮

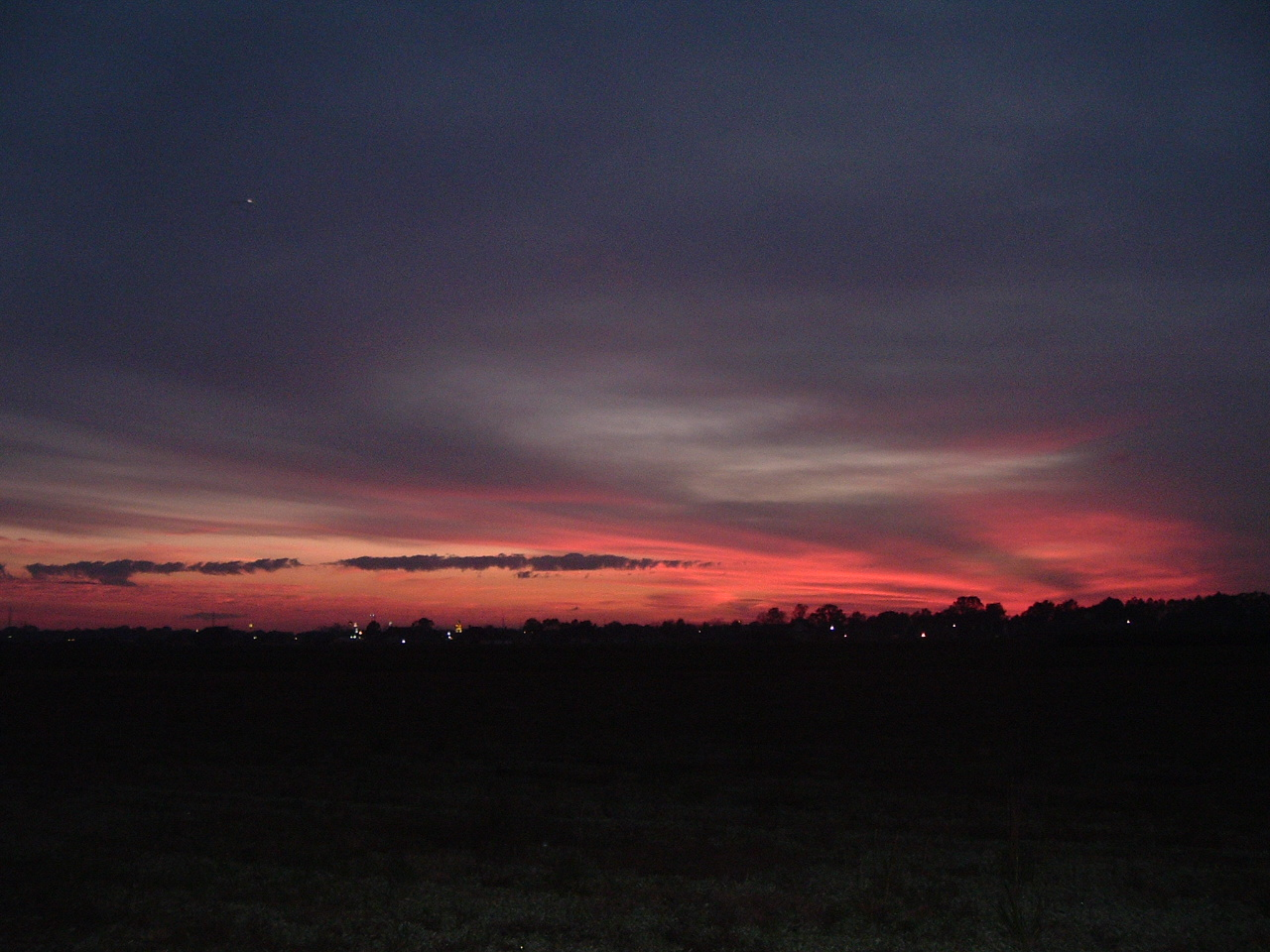
在美國 路易斯安那 布羅布里治的薄暮。

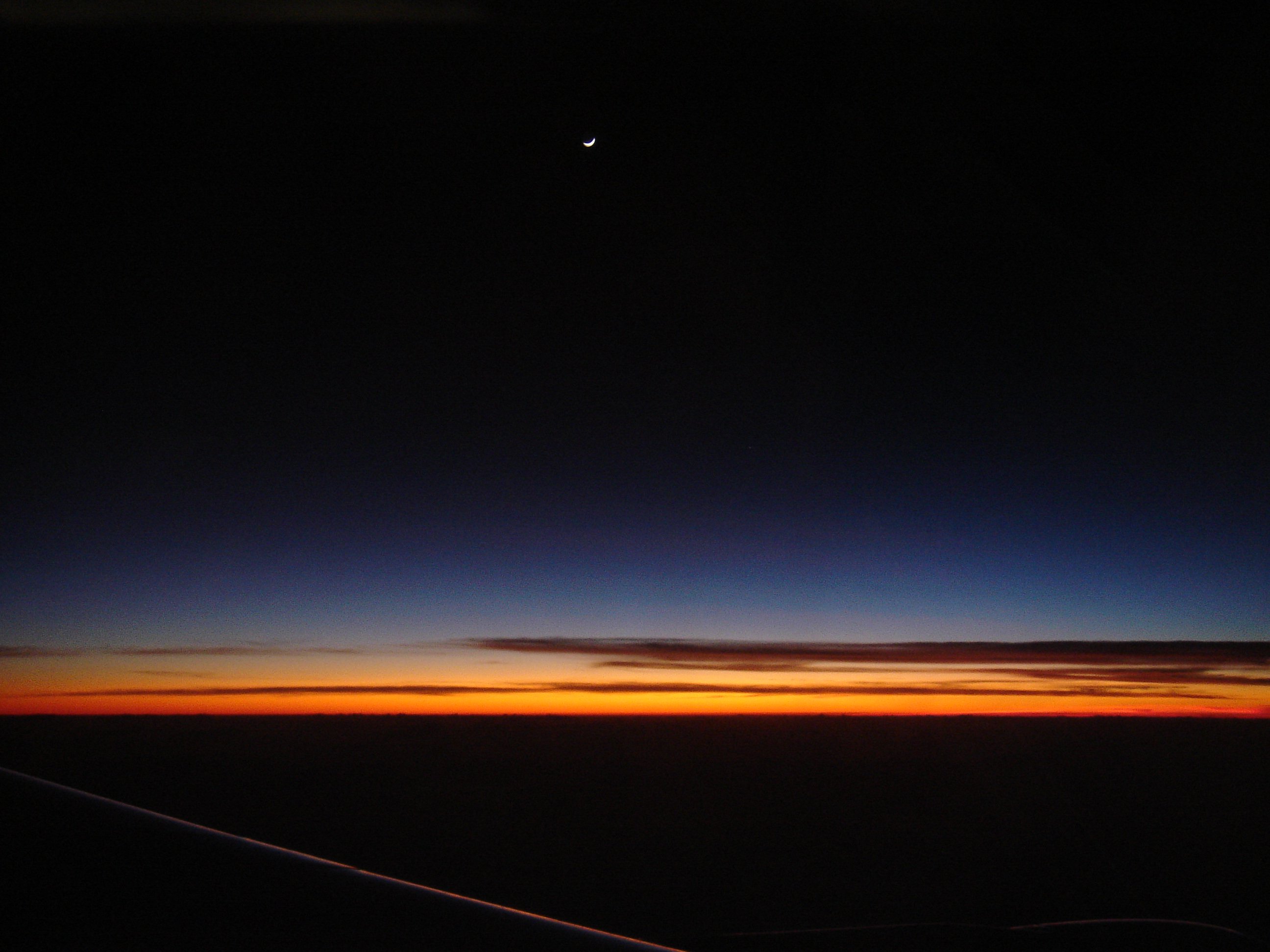
在巡弋中飛機外的薄暮。

薄暮，也称普通薄暮（英語：Dusk）是太陽在黃昏之後仍在地平線下6度以上的時段。在這個時段，物體仍然能被辨識，但是沒有足夠的光線從事戶外的活動。
航海薄暮是黃昏後太陽低於地平線下12度之前的時段。在這個時段，物體不再能被辨識，並且地平線也不再容易的以肉眼看清楚。
天文薄暮是黃昏後太陽低於地平線下18度之前的時段。在這個時段之後，陽光將不再照亮天空。
薄暮不可與日落混淆，那是太陽的邊緣消逝在地平線下的時刻。